# 리 태종
리 태종(베트남어: Lý Thái Tông / 李太宗, 1000년 7월 29일(음력 6월 26일) ~ 1054년 11월 3일(음력 10월 1일))은 베트남 대구월(大瞿越) 리 왕조(李朝)의 제2대 황제(재위 : 1028년 ~ 1054년)이다. 휘는 리펏마(베트남어: Lý Phật Mã / 李佛瑪 이불마)이며, 또다른 이름은 리득찐(베트남어: Lý Đức Chính / 李德政 이덕정)이다.

## 생애

### 즉위 이전
전 레 왕조 응티엔 7년 6월 26일(1000년 7월 29일), 당시 전 레왕조의 장군 리꽁우언과 공주 레 티 펏응안의 장자로 태어났다. 당시 태어났을 당시 머리뒤에 별똥별처럼 7개 점이 났다고 전해진다. 어려서부터 인(仁)에 밝았고, 육예(六藝), 문무(文武)에 능하였다.
전 레왕조 까인투이 2년 11월 2일(1009년 11월 21일), 부친 리꽁우언이 대신들의 의해 황제로 추대되자, 리펏마는 황태자(皇太子)로 책봉되었다.
투언티엔 3년(1002년) 4월, 황태자 리펏마는 개천왕(베트남어: Khai Thiên Vương / 開天王)으로 봉하였다.
투언티엔 11년(1020년) 12월, 황제는 개천왕에 참파 정벌을 명하여 용비산(龍鼻山)에서 전투를 벌여 이겼으니, 참파군의 시체가 과반이 될 정도였다. 이후에도 봉주(峯州), 연주(演州), 칠원주(七源州) 등을 정벌하기도 하였다.

### 삼왕의 난과 황제 즉위
투언티엔 19년 3월 3일(1028년 3월 31일), 황제 리꽁우언이 승하하자 황위를 넘보던 무덕왕(武德王), 익성왕(翊聖王), 동정왕(洞征王)이 반란을 일으켰다. 후에 내시(内侍) 리녓응히아(베트남어: Lý Nhân Nghĩa / 李仁義 이인의)의 충언에 따라 군사를 출병시켜 진압하였다. 관군인 레풍히에우(Lê Phụng Hiểu/黎奉曉/여봉효)가 전투 중에 무덕왕(武德王)의 말을 잡아 낙마시켜 살해하였으며, 반란군의 기세가 꺾여 반란을 진압하였다.

### 업적 및 성격
같은 해 3월 4일(1028년 4월 1일), 반란을 진압한 태자 리펏마는 정식으로 재위에 올랐으며, 연호를 티엔타인(天成)로 개원하였다. 10월, 송나라에서 황제 리펏마에게 교지군왕(交趾郡王)으로 봉하였다. 11월, 군대를 정비하여 금군(禁軍)을 10위(衛)로 나누어 개편하였다.
재위 초기에는 아버지와 함께 일했던 고문들의 충고에 의존하였고, 재위 내내 각지에서 반란이 일어났지만 성공적으로 진압하였다. 왕위의 안전을 확보하고 난 후인 재위 후반에 그는 독특한 통치 스타일을 보이기 시작하였다. 신하들의 조언을 거부하였고, 봄이 오면 직접 밭을 갈기도 하였다. 
통투이 원년(1034년) 4월, 연호를 통투이(通瑞)로 개원하였다.
통투이 5년(1038년) 2월, 황제는 직접 농사를 짓기 하였다. 12월, 송나라에서 남평왕(南平王)으로 책봉하였으며, 같은 시기에 광원주(廣源州)의 농전복(베트남어: Nùng Tồn Phúc / 儂全福)이 반란을 일으켰다.

### 농전복의 난
통투이 6년(1039년) 1월, 서농수령(西農首領) 하반찐(베트남어: Hà Văn Trinh / 何文貞 하문정)이 농전복의 반란을 알렸으며, 그리고 농전복은 기주(其州)에 장생국(長生國)을 건국하여 칭제하였다. 2월, 황제는 직접 장생국을 정벌하였으며, 농전복을 포함한 5명의 반란 주동자들을 추포하였다. 농전복 일가인 농지고(베트남어: Nùng Trí Cao / 儂智高)는 장생국에서 무사히 도망쳤다. 3월, 잡힌 5명은 황제에 명에 따라 참수 당하였다. 6월, 연호를 깐푸흐우다오(乾符有道)로 개원하였다.

### 형법 개혁
민다오 원년(1042년) 10월, 연호를 민다오(明道)로 개원하였다. 황제는 법률을 재정비하기 위해 당나라의 법을 본 따《형서》(刑書)를 편찬하였다. 형서는 리 왕조의 법률의 기본이 되었으며, 베트남 다음 왕조 법률의 기여하기도 하였다. 

### 참파 정벌
민다오 2년(1043년) 4월, 참파의 해적들이 대구월의 해안가를 침범하여 백성들을 약탈하였으나, 신속하게 평정하였다. 8월, 참파 해적의 침범 사건으로 인하여 황제가 점성의 정벌을 준비하라 명하였다. 12월, 참파를 정벌할 군인을 소집하여, 황제가 참파를 정벌할거라는 약조를 하였다.
다음해 2월 10일(1044년 3월 12일), 황제가 직접 군사를 이끌고 참파를 정벌하러 출전하였다. 이틀 후, 점성의 주둔하던 대구월 군대가 참파왕이 나타나길 기다렸다가 방심한 사이에 바로 기습하였으며, 이에 참파에서는 방어에 실패하여 참파왕 자야 신하바르만 2세(Jaya Sinhavarman II)의 목이 달아나기도 하였다. 이로써, 참파와의 전쟁에서 대구월의 군대가 승리하게 되었다. 11월, 연호를 티엔깜타인부(天感聖武)로 개원하게 되었다.
숭흥다이바오 원년(1049년) 2월, 연호를 숭흥다이바오(崇興大寶)로 개원하였다.

### 농지고의 난
숭흥다이바오 4년(1052년) 4월, 반란을 진압당하여 도망친 농전복의 아들 농지고(儂智髙)가 반란을 일으켰다. 아버지 농전복과 같이 대남(大南)이라는 나라를 세워 칭제하였다. 건국 후에 송의 국경을 넘어 횡산(横山)의 목책을 점령시도하였으나 실패하였고, 여러 지역을 토벌한 끝에 광주성(廣州城)에 진입하게 되었다. 농지고는 옹주(邕主)에 입성하여 송나라 사람 3천여명을 살해하였고, 성안을 불태웠다. 이후 송나라는 이 사건에 근심하였으나, 송 인종은 적청(狄青)과 항장(抗章)을 농지고 토벌을 위해 광주로 보내게 되었다. 
다음해(1053년) 1월, 장수 적청과 군사들은 농지고 일파와 전쟁을 벌이려 하지만, 농지고가 전쟁을 거부하자 패전하는 척을 하며 십여리를 후퇴하게 되었다. 이후 농지고 일파가 송군 함정에 말려들어 군인 57명을 몰살당하였다. 이때 송군이 죽인 대남군은 2200여명이 된다. 10월, 적청의 군대는 농지고의 군대를 포위하여 전투를 벌였으며, 이때 송군이 이기면서 농지고 일파는 대리국(大理國)으로 도망친다. 대리국으로 도망치던 중에 농지고는 목이 베이게 되었으며, 그 수급을 송에 바치게 된다. 이후 농지고 일파와 가족을 전부 몰살시키기도 하였다. 

### 사망
숭흥다이바오 6년(1054년) 7월, 병을 얻은 황제 리펏마는 회복을 못할 것을 느껴 황태자에게 대리청정을 하게 하였다. 그 해 10월 1일(1054년 11월 3일), 황제 리펏마는 장춘전(長春殿)에서 붕어하였다. 향년 55세였다.

## 존호, 묘호, 시호
존호는 개천통운존도귀덕성문광무숭인상선정리민안신부룡현체원어극억세고공응진보력통현지오흥륭대정총명자효황제(베트남어: Khai Thiên Thống Vận Tôn Đạo Quý Đức Thánh Văn Quảng Vũ Sùng Nhân Thượng Thiện Chính Lý Dân An Thần Phù Long Hiện Thể Nguyên Ngự Cực Ức Tuế Công Cao Ứng Chân Bảo Lịch Thông Huyền Chí Áo Hưng Long Đại Địch Thông Minh Từ Hiếu Hoàng Đế / 開天統運尊道貴德聖文廣武崇仁上善政理民安神符龍現體元御極億歲功高應眞寶歷通玄至奧興隆大定聰明慈孝皇帝)이다.
묘호는 태종(베트남어: Thái Tông / 太宗)이다.

## 가계도

### 조부모와 부모
- 조부 : 현경왕(베트남어: Hiển Khánh Vương / 顯慶王)
- 조모 : 명덕태후(베트남어: Minh Đức Thái Hậu / 明德太后) 팜티(베트남어: Phạm Thị / 范氏 범씨)
- 부친 : 태조(베트남어: Thái Tổ / 太祖) 리꽁우언(베트남어: Lý Công Uẩn / 李公蘊 이공온)
- 모친 : 영현황태후(베트남어: Linh Hiển Hoàng Thái Hậu / 靈顯皇太后) 레 티 펏응안(베트남어: Lê Thị Phất Ngân / 黎氏佛銀 여씨불은)

### 정실 황후
| 봉호        | 시호(존호)                                        | 이름 (성씨)                   | 별칭  | 재위년도        | 생몰년도 | 국구 (장인/장모) | 비고 |
| ----------- | ------------------------------------------------- | ----------------------------- | ----- | --------------- | -------- | ---------------- | ---- |
| 황후 (皇后) | 금천황태후 (Kim Thiên Hoàng Thái Hậu /金天皇太后) | 마이 티 (Mai thị /枚氏 /매씨) | [ 2 ] | 1028년 ~ 1054년 |          | [ 3 ]            |      |

### 후비
- 공식적으로 황후는 7명이나 기록미상.

| 봉호        | 시호(존호)                               | 이름 (성씨)                     | 별칭       | 재위년도   | 생몰년도 | 국구 (장인/장모) | 비고       |
| ----------- | ---------------------------------------- | ------------------------------- | ---------- | ---------- | -------- | ---------------- | ---------- |
| 황후 (皇后) |                                          | 브엉 티 (Vương thị /王氏 /왕씨) |            | 1028년 ~ ? |          |                  |            |
| 황후 (皇后) |                                          | 딘 티 (Đinh thị /丁氏 /정씨)    |            | 1028년 ~ ? |          |                  |            |
| 황후 (皇后) | 천감황후 (Thiên Cảm Hoàng Hậu /千感皇后) |                                 | 총희(寵姬) | 1035년 ~ ? |          |                  | 성씨 미상. |

### 황자
- 공식적인 황자는 4남이지만, 2남은 태어나자마자 요절함.

| - | 봉호                              | 이름                                   | 생몰년도        | 생모               | 별칭  | 비고                  |
| - | --------------------------------- | -------------------------------------- | --------------- | ------------------ | ----- | --------------------- |
| 1 | 개황왕 (Khai Hoàng Vương /開皇王) | 리녓똔 (Lý Nhật Tôn /李日尊 /이일존)   | 1023년 ~ 1072년 | 금천황태후 마이 티 | [ 4 ] | 리 왕조의 제3대 황제. |
| 2 | 봉건왕 (Phùng Càn Vương /奉乾王)  | 리녓쭝 (Lý Nhật Trung /李日忠 /이일충) |                 |                    |       |                       |

### 황녀
| - | 봉호                                       | 이름 | 생몰년도 | 생모 | 부마  | 별칭 | 비고 |
| - | ------------------------------------------ | ---- | -------- | ---- | ----- | ---- | ---- |
| 1 | 평양공주 (Bình Dương Công Chúa /平陽公主)  |      |          |      | [ 5 ] |      |      |
| 2 | 장녕공주 (Trường Ninh Công Chúa /長寧公主) |      |          |      | [ 6 ] |      |      |
| 3 | 금성공주 (Kim Thành Công Chúa /金城公主)   |      |          |      | [ 7 ] |      |      |

## 기년
| 태종        | 원년            | 2년                          | 3년        | 4년        | 5년                 | 6년        | 7년                          | 8년        | 9년        | 10년       |
| ----------- | --------------- | ---------------------------- | ---------- | ---------- | ------------------- | ---------- | ---------------------------- | ---------- | ---------- | ---------- |
| 서력 (西曆) | 1028년          | 1029년                       | 1030년     | 1031년     | 1032년              | 1033년     | 1034년                       | 1035년     | 1036년     | 1037년     |
| 간지 (干支) | 무진(戊辰)      | 기사(己巳)                   | 경오(庚午) | 신미(辛未) | 임신(壬申)          | 계유(癸酉) | 갑술(甲戌)                   | 을해(乙亥) | 병자(丙子) | 정축(丁丑) |
| 연호 (年號) | 천성(天成) 원년 | 2년                          | 3년        | 4년        | 5년                 | 6년        | 7년 통서(通瑞) 원년          | 2년        | 3년        | 4년        |
| 태종        | 11년            | 12년                         | 13년       | 14년       | 15년                | 16년       | 17년                         | 18년       | 19년       | 20년       |
| 서력 (西曆) | 1038년          | 1039년                       | 1040년     | 1041년     | 1042년              | 1043년     | 1044년                       | 1045년     | 1046년     | 1047년     |
| 간지 (干支) | 무인(戊寅)      | 기묘(己卯)                   | 경진(庚辰) | 신사(辛巳) | 임오(壬午)          | 계미(癸未) | 갑신(甲申)                   | 을유(乙酉) | 병술(丙戌) | 정해(丁亥) |
| 연호 (年號) | 5년             | 6년 건부유도 (乾符有道) 원년 | 2년        | 3년        | 4년 명도(明道) 원년 | 2년        | 3년 천감성무 (天感聖武) 원년 | 2년        | 3년        | 4년        |
| 태종        | 21년            | 22년                         | 23년       | 24년       | 25년                | 26년       | 27년                         |            |            |            |
| 서력 (西曆) | 1048년          | 1049년                       | 1050년     | 1051년     | 1052년              | 1053년     | 1054년                       |            |            |            |
| 간지 (干支) | 무자(戊子)      | 기축(己丑)                   | 경인(庚寅) | 신묘(辛卯) | 임진(壬辰)          | 계사(癸巳) | 갑오(甲午)                   |            |            |            |
| 연호 (年號) | 5년             | 6년 숭흥대보 (崇興大寶) 원년 | 2년        | 3년        | 4년                 | 5년        | 6년                          |            |            |            |